# Oriel McHugh
Pour les articles homonymes, voir McHugh.
Oriel McHugh (né le 1er juin 1981 à Saint-Laurent, Québec au Canada) est un joueur professionnel canadien de hockey sur glace.

## Carrière de joueur
Après une carrière universitaire au Vermont, il signa son premier contrat professionnel avec les Bucks de Laredo avec lesquels il fit ses débuts lors de la saison 2004-2005. Il mena son équipe en finale de championnat sans toutefois mettre la main sur le titre. En 2005-2006, il joua dans l'ECHL pour les Condors de Bakersfield. C'est sa seule saison avec l'équipe : il préfère retourner avec les Bucks. La saison suivante, il mena encore son équipe à la grande finale mais cette fois les Bucks furent couronnés champions. Malgré ce succès, il quitta l'équipe pour se joindre une saison aux Heerenveen Flyers dans le championnat élite des Pays-Bas.
Cette saison, il effectua à nouveau un retour dans la Ligue centrale de hockey, cette fois avec les Blazers d'Oklahoma City.

## Statistiques
| Saison    | Équipe                                | Ligue      |    | Saison régulière | Saison régulière | Saison régulière | Saison régulière | Saison régulière |   | Séries éliminatoires | Séries éliminatoires | Séries éliminatoires | Séries éliminatoires | Séries éliminatoires |
| Saison    | Équipe                                | Ligue      | PJ | B                | A                | Pts              | Pun              | PJ               | B | A                    | Pts                  | Pun                  |                      |                      |
| 2000-2001 | Catamounts de l'Université du Vermont | NCAA       | 32 | 3                | 1                | 4                | 22               | -                | - | -                    | -                    | -                    |                      |                      |
| 2001-2002 | Catamounts de l'Université du Vermont | NCAA       | 27 | 4                | 2                | 6                | 20               | -                | - | -                    | -                    | -                    |                      |                      |
| 2002-2003 | Catamounts de l'Université du Vermont | NCAA       | 35 | 2                | 6                | 8                | 30               | -                | - | -                    | -                    | -                    |                      |                      |
| 2003-2004 | Catamounts de l'Université du Vermont | NCAA       | 22 | 4                | 1                | 5                | 14               | -                | - | -                    | -                    | -                    |                      |                      |
| 2004-2005 | Bucks de Laredo                       | LCH        | 57 | 10               | 9                | 19               | 55               | 16               | 1 | 4                    | 5                    | 8                    |                      |                      |
| 2005-2006 | Condors de Bakersfield                | ECHL       | 48 | 3                | 3                | 6                | 54               | 11               | 0 | 3                    | 3                    | 2                    |                      |                      |
| 2006-2007 | Bucks de Laredo                       | LCH        | 43 | 3                | 11               | 14               | 35               | 21               | 0 | 4                    | 4                    | 12                   |                      |                      |
| 2007-2008 | Heerenveen Flyers                     | Eredivisie | 35 | 9                | 11               | 20               | 40               | 13               | 4 | 7                    | 11                   | 8                    |                      |                      |
| 2008-2009 | Blazers d'Oklahoma City               | LCH        | 63 | 9                | 23               | 32               | 48               | 1                | 0 | 0                    | 0                    | 0                    |                      |                      |

## Trophées et honneurs personnels
- 2007 : remporta la Coupe du Président Ray Miron de la Ligue centrale de hockey avec les Bucks de Laredo